# Evangelische Kirche Vaake

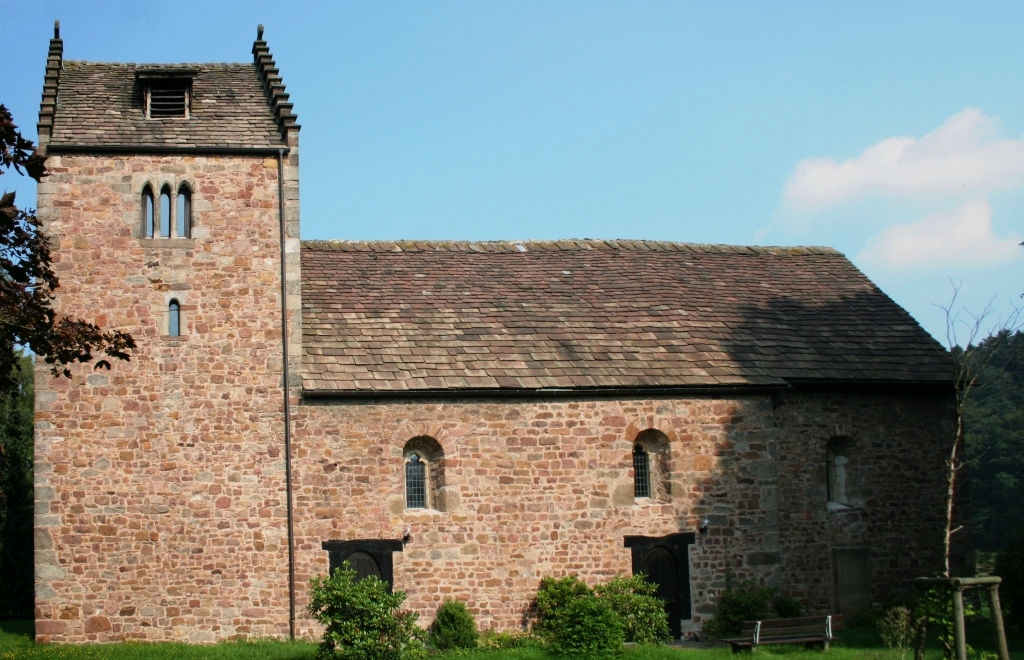
Außenansicht der Südseite

Die Evangelische Kirche in Vaake ist ein geschütztes Kulturdenkmal in Reinhardshagen im Landkreis Kassel in Nordhessen. Sie gehört zum Kirchspiel Reinhardshagen im Kirchenkreis Hofgeismar-Wolfhagen der Evangelischen Kirche von Kurhessen-Waldeck.  Das Kirchengebäude hat die Adresse Am Weserufer 13.

## Geschichte
Der spätromanische Bau entstand in der Mitte des 13. Jahrhunderts als steinerne Wehrkirche und Siedlungskern des Fischerdorfes Vaake direkt am Weserufer und ist von einem baumbestandenen Kirchhof umgeben. Der Chor sowie der leicht querrechteckige Westturm gelten als die ältesten Teile des Kirchenbaus. Das daran gleich breit anschließende Langhaus ist einschiffig. Der abschließende Chor hat einen etwas schmaleren, quadratischen Grundriss. Das Gebäude der Vaaker Wehrkirche geht in seiner heutigen Gestalt im Wesentlichen auf das 14. Jahrhundert zurück. Das Langhausgewölbe wurde im Dreißigjährigen Krieg zerstört. Nur die Schildbögen und die zweiteiligen Wandvorlagen sind original erhalten. 

## Beschreibung
Der frühgotische Saalbau mit wenig eingezogenem quadratischem Chor hat einen gleich breiten Westturm. Das unverputzte Bruchsteinmauerwerk ist mit einer Eckquaderung versehen. Der Turm hat zwei- und dreiteilige Klangarkaden mit Säulen ohne Kapitelle. Das Kirchenschiff und der Chor stehen unter einem Satteldach. Die Rundbogenfenster haben ein stark verwittertes Maßwerk. Die zwei hölzernen Portalrahmen an der Südseite aus dem Jahr 1678 sind mit geschnitztem Rundstab geschmückt. Die bemalte Holzbalkendecke, eine Balkendecke mit Längsunterzug und Mittelpfosten, wurde vermutlich um 1678 eingezogen. 
Der Chor mit Kreuzgratgewölbe wird durch einen breiten, spitzbogigen Triumphbogen abgesetzt. Bei der Renovierung im Jahr 1937 wurden Wandmalereien vom Anfang des 15. Jahrhunderts freigelegt. Die figürliche Darstellung vor einem Sternenhintergrund und Rankenornamentik weisen auf eine mittelrheinische Herkunft hin. Sie stellen an den Wänden Passionsbilder dar. Unter den Gewölben sind das Jüngste Gericht, die Marienkrönung, Symbole der Evangelisten, Bilder der Heiligen Petrus und Stephanus abgebildet. Im Nordfenster und in einem Obergadenfenster sind Bilder stehender Heiliger. Das Nordfenster des Chors aus dem Jahr 1643 zeigt einen Schäfer mit Herde.
Im Jahr 1969 wurde das Kirchenschiff im Norden erweitert.

## Ausstattung
Von der Kirchenausstattung sind die Reste eines gotischen Sakramentshäuschens hervorzuheben. Der Altarraum und das Gestühl sind modern gestaltet. 

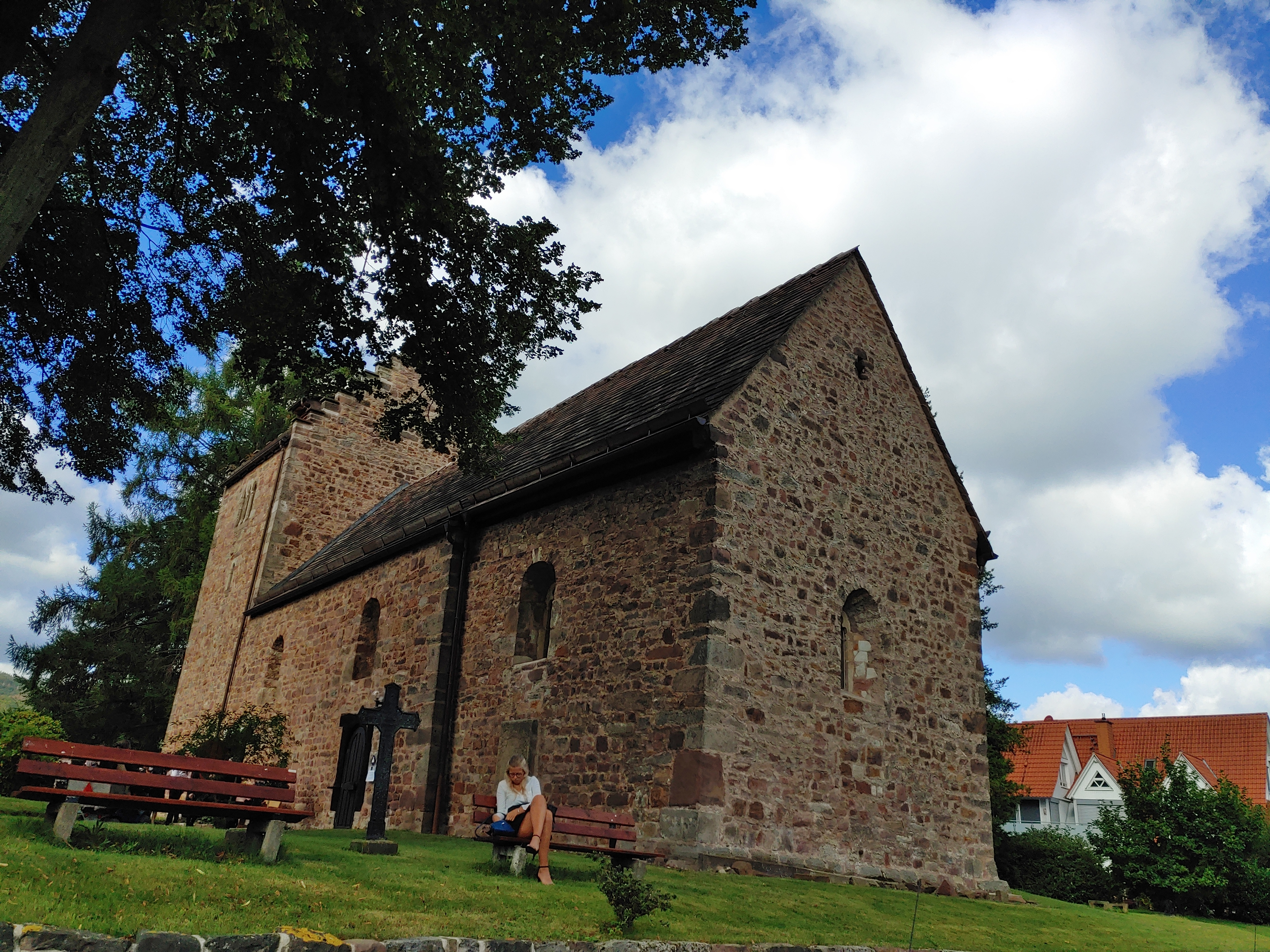
Ansicht von Südosten
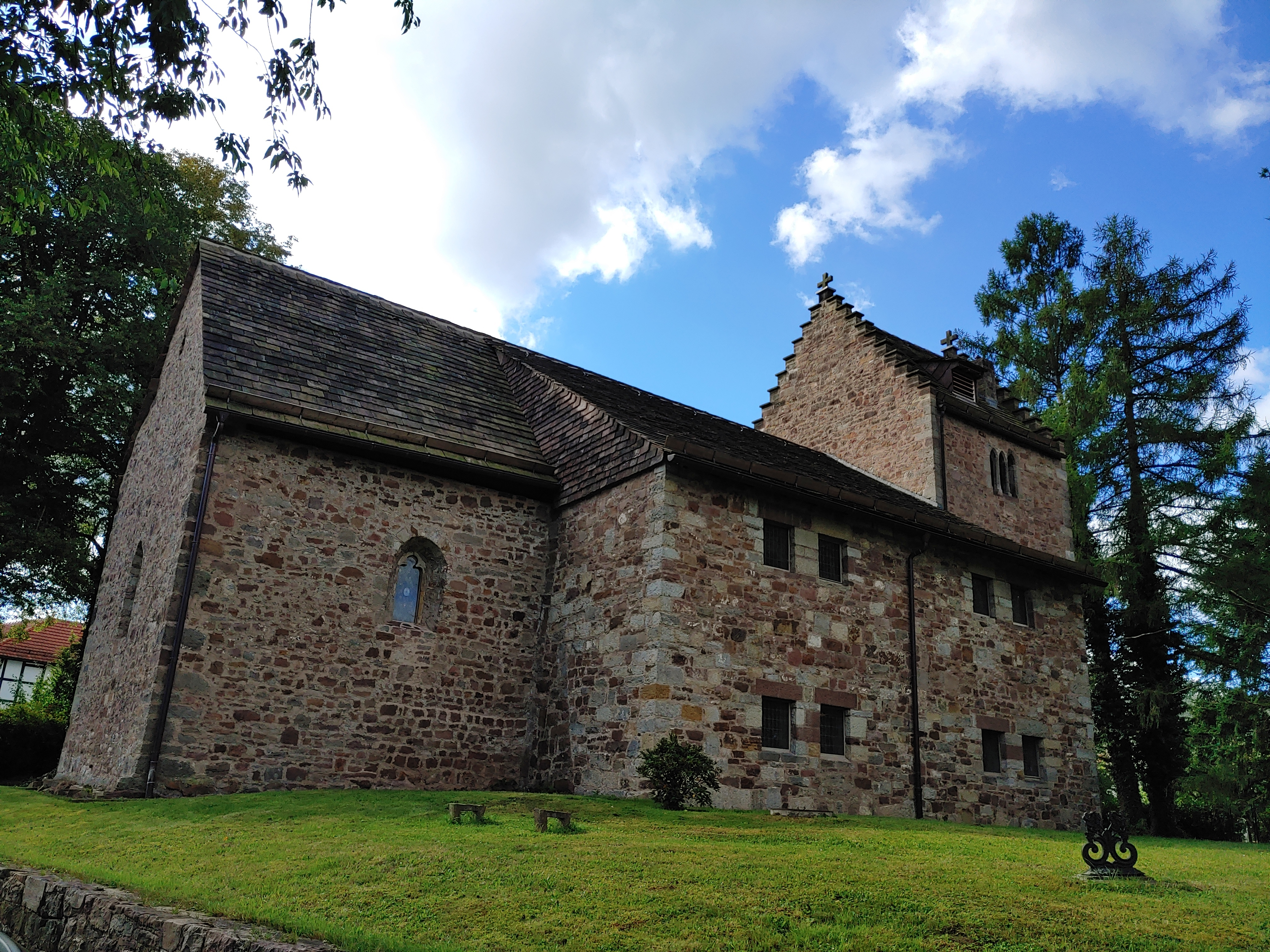
Ansicht von Norden
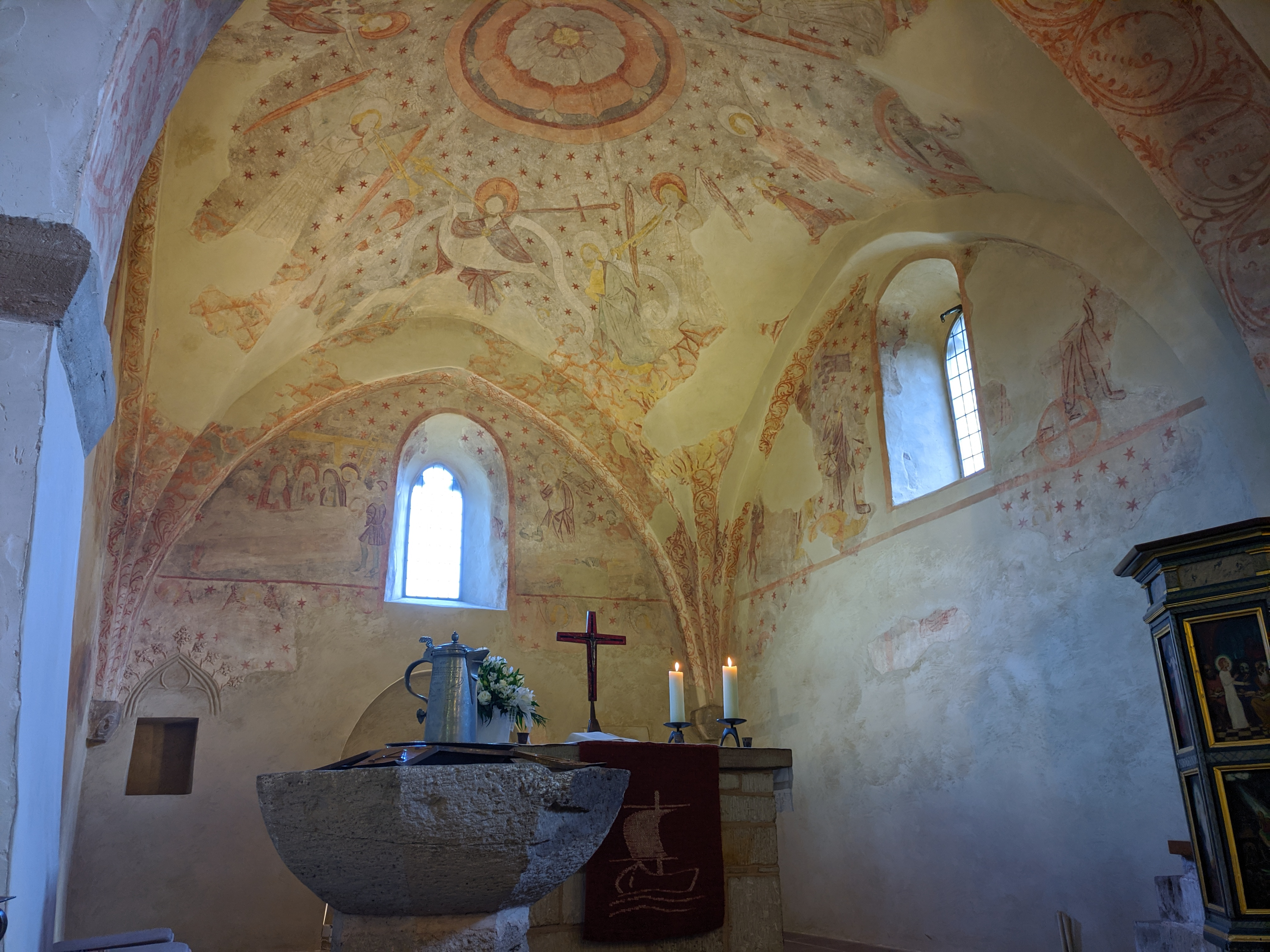
Altarbereich mit Wandmalereien